# Bintanath
Bintanath (... – dopo il 1213 a.C.) era la figlia maggiore di Ramses II e una delle sue "Grandi spose reali".
|                            |     |        |          |         |     |   |    |
| \| \| \| \| \| \| \| \| \| |     |        |          |         |     |   |    |
|                            |     |        |          |         |     |   |    |
| E10                        | N32 | t · ib | N17 · Z2 | D36 · n | U33 | i | B1 |

| E10 | N32 | t · ib | N17 · Z2 | D36 · n | U33 | i | B1 |

|                            |     |        |          |         |     |   |    |
| \| \| \| \| \| \| \| \| \| |     |        |          |         |     |   |    |
|                            |     |        |          |         |     |   |    |
| E10                        | N32 | t · ib | N17 · Z2 | D36 · n | U33 | i | B1 |

| E10 | N32 | t · ib | N17 · Z2 | D36 · n | U33 | i | B1 |

Bintanath

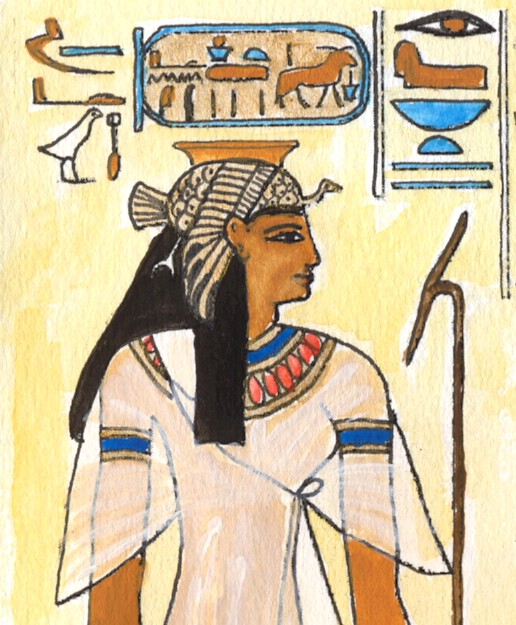
Bintanath così come raffigurata su una riproduzione di Lepsius

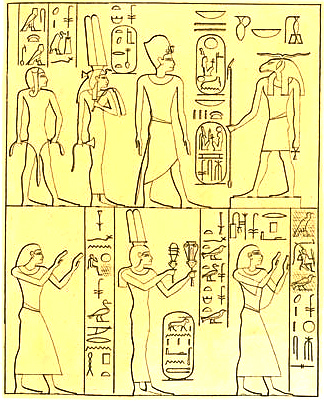
Nel registro superiore: il principe Khaemuaset, la regina Isinofret e Ramesse II davanti al dio Khnum. Nel registro inferiore: il principe Ramesse, la principessa Bintanath e il principe Merenptah. Da una stele ad Assuan.

Bintanath, o Bent-Anat, nome di origine cananea che significa "Figlia di Anath" era figlia della "Grande sposa reale" Isinofret e sorella di  Ramses (B), Khaemuaset, Merenptah. Venne elevata al rango di sposa reale probabilmente nel secondo decennio di regno del padre, dopo che Nefertari e Isinofret morirono o sparirono dalla scena pubblica.
Era citata negli antichi documenti anche con il nome di Batau'anth, ebbe anche i titoli di Figlia del Re, Sorella del re e assolse senza dubbio gli obblighi di corte grazie all'aiuto della sorellastra, Meritamon, anche lei sposa reale.
Bintanath sopravvisse al regno del padre e forse anche al breve governo del fratello Merenptah a cui risale una statua, raffigurante la figlia di Ramses II, che reca il titolo di Grande Sposa Reale. 
Alcuni studiosi pensano però che si tratti di una statua del periodo di Ramses II usurpata da Merenptah, che fece apporre su di essa, non il nome della sorella, ma quello della figlia, chiamata anch'essa Bintanath. 
Le pitture funerarie suggeriscono che la regina ebbe una figlia, ma per il pessimo stato delle immagini parietali il nome non ci è pervenuto. Sussistono però dubbi sull'effettiva parentela della bambina e sulla sua paternità. Infatti, la teoria che attualmente riscuote più consensi fra gli storici è che i matrimoni padre-figlia, a differenza di quelli fratello-sorella, avessero solamente un valore religioso rituale e non venissero affatto intesi come matrimoni validi da un punto di vista carnale. Questo avrebbe lasciato Bintanath libera di avere una figlia da un altro uomo. Allo stesso modo, la bambina potrebbe altrettanto facilmente essere una sorella minore o una nipote, piuttosto che una figlia.  
In una stele ad Assuan, Bintanath è raffigurata con il padre Ramesse II, la madre Isinofret ed i fratelli Ramses, Khaemuaset e Merenptah il giovane davanti al dio Khnum mentre in un'altra a Gebel Silsila,  le due regine sono rappresentate con il sovrano Ramses II, davanti al quale vi è Khaemuaset.
Venne sepolta nella Valle delle Regine, nell'ipogeo QV71.